# Trox pastillarius
Trox pastillarius är en skalbaggsart som beskrevs av Blanchard 1846. Trox pastillarius ingår i släktet Trox och familjen knotbaggar. Inga underarter finns listade i Catalogue of Life.